# Kafr Kila (Syria)
Kafr Kila (arab. كفر كيلا) – miejscowość w Syrii, w muhafazie Idlib. W 2004 roku liczyła 2037 mieszkańców.